# Oliver Heitmann
Sven-Oliver Heitmann (* 14. Oktober 1969 in Hamburg) ist ein ehemaliger deutscher Volleyballspieler.
Heitmann begann mit dem Volleyball in seiner Heimatstadt beim SC Langenhorn und beim CVJM Hamburg. Von 1988 bis 1991 spielte er beim Bundesligisten Hamburger SV, gewann 1989 den DVV-Pokal und wurde Deutscher Vizemeister. 1991 war er Spieler bei der HSV-Nachfolgemannschaft Hamburger LSV, die im Herbst 1991 in den 1. VC Hamburg überging, mit dem er 1992 DVV-Pokalsieger wurde. 1993 wechselte der Mittelblocker zum Ligakonkurrenten TuS Kriftel und im Januar 1994 in die USA zum Northridge College in Los Angeles. Im Sommer 1994 kehrte Heitmann nach Deutschland zurück und spielte bei den Bundesligisten SV Fellbach und VfB Ludwigslust. 1996 wurde er vom SCC Berlin verpflichtet, mit dem er 1999 Dritter im europäischen CEV-Pokal und 2000 erneut Deutscher Vizemeister und DVV-Pokalsieger wurde. Von 1990 bis 2001 spielte Heitmann auch in der deutschen Nationalmannschaft, mit der er 1993 den vierten Platz bei der Europameisterschaft in Finnland belegte.
Nach seinem Abschied beim SCC Berlin 2001 spielte Heitmann einige Jahre Beachvolleyball auf der nationalen Tour. Auch in der Halle war er weiterhin aktiv, seit 2003 beim Zweitligisten Netzhoppers Königs Wusterhausen, seit 2004 wieder in der Bundesliga bei Maoam Mendig und nach dessen Rückzug 2005 bei der SG Eschenbacher Eltmann, wo er 2007 seine lange Karriere beendete.